# Al-Hilal
Al-Hilal är en saudisk fotbollsklubb som spelar i Riyadh. Herrlaget har bland annat vunnit 11 saudiska mästerskap. 
Klubben bildades den 16 oktober 1957 som Olympic Club och bytte namn den 3 december 1958.
Den 6 juni 2023 köpte den saudiska statliga investeringsfonden Public Investment Fund (PIF) 75% av fotbollsklubben.

## Mästerskapstitlar

### Nationella mästerskap
- Saudi Premier League - 19 titlar (1977, 1979, 1985, 1986, 1988, 1990, 1996, 1998, 2002, 2005, 2008, 2010, 2011, 2017, 2018, 2020, 2021, 2022, 2024
- Saudi King's cup - 6 titlar (1961, 1964, 1980, 1982, 1984, 1989)
- Crown Prince Cup - 8 titlar (1964, 1995, 2000, 2003, 2005, 2006, 2008, 2009)
- Saudi Federation cup - 7 titlar (1987, 1990, 1993, 1996, 2000, 2005, 2006)
- Saudi Founder's Cup - 1 titel (1999)

### Asiatiska mästerskap
- Asian Champions Cup - 4 titlar (1992, 2000, 2019, 2021)
- Asiatiska cupvinnarcupen - 2 titlar (1997, 2002)
- Asistiska supercupen - 2 titler (1997, 2000)
- Gulf Club Champions Cup - 2 titlar (1986, 1998)

### Arabiska mästerskap
- Arabiska Champions League - 2 titlar (1994, 1995)
- Arabiska cupvinnarcupen - 1 titel (2001)
- Arabiska supercupen - 1 titel (2002)
- King of Saudi Arabia Cup - 1 titel (2001)

## Placering tidigare säsonger
| Säsong  | Nivå | Liga                      | Placering | Referens | Notering |
| ------- | ---- | ------------------------- | --------- | -------- | -------- |
| 2017/18 | 1    | Saudi Professional League | 1         | [ 2 ]    |          |
| 2018/19 | 1    | Saudi Professional League | 2         | [ 3 ]    |          |
| 2019/20 | 1    | Saudi Professional League | 1         | [ 4 ]    |          |
| 2020/21 | 1    | Saudi Professional League | 1         | [ 5 ]    |          |
| 2021/22 | 1    | Saudi Professional League | 1         | [ 6 ]    |          |
| 2022/23 | 1    | Saudi Professional League | 3         | [ 7 ]    |          |
| 2023/24 | 1    | Saudi Professional League | 1         | [ 8 ]    |          |
| 2024/25 | 1    | Saudi Professional League | 2         | [ 9 ]    |          |
| 2025/26 | 1    | Saudi Professional League |           | [ 10 ]   |          |

## Berömda spelare
| - Sami Al-Jaber - Yousuf Al-Thunayan - Abdullah Zubromawi - Abdullah Al Jumaan - Yasser Al Qahtani - Nawaf Al-Temyat - Mohammad Al-Shalhoub - Mohamed Al-Deayea - Fahad Al-Ghesheyan - Khaled Aziz - Abdullah Al-Deayea - Khalid Al Temawi - Fahad Al-Musaibeah - Saleh Nu'eimeh - Khamis Al-Owairan - Ahmed Dokhi - Kamel Al-Mousa - Ahmed Al Swaileh - Jassem Al Houwaidi - Bashar Abdullah - Seol Ki-Hyeon - Lee Young-Pyo | - Salaheddine Bassir - Ahmed Bahja - Saeed Chipa - Moussa Ndao - Ibrahima Ba - Tarik El Taib - Lelo Mbele - Franck Atsou - Tenema N'Diaye - Patrick Suffo - Baba Adamu - Samson Siasia - Elijah Litana - Seyfo Soley - Jatto Ceesay - Christopher Wreh - Paolo Di Selva - Andrej Kantjelskis - Christian Wilhelmsson - Eamonn O'Keefe - Mirel Rădoi | - Roberto Rivelino - Neymar Jr. - Joelson Santos Silva - Túlio - Bruno Agnello - Guaro Rodrigo - Somália - Rodrigo Alflen - Giovanni Oliveira - Sergio Ricardo - Roni - Vanderloo de Oliveira - Leonardo Avila Cardenas - Sergio Soares - Marcelo Camacho - Jose Manuel Edmilson - Himprto Souza - Mauricio Aros - Arnulfo Valentierra - Carlos Flores - Ricardo Peres Tamayo |  |